# 꼬챙이

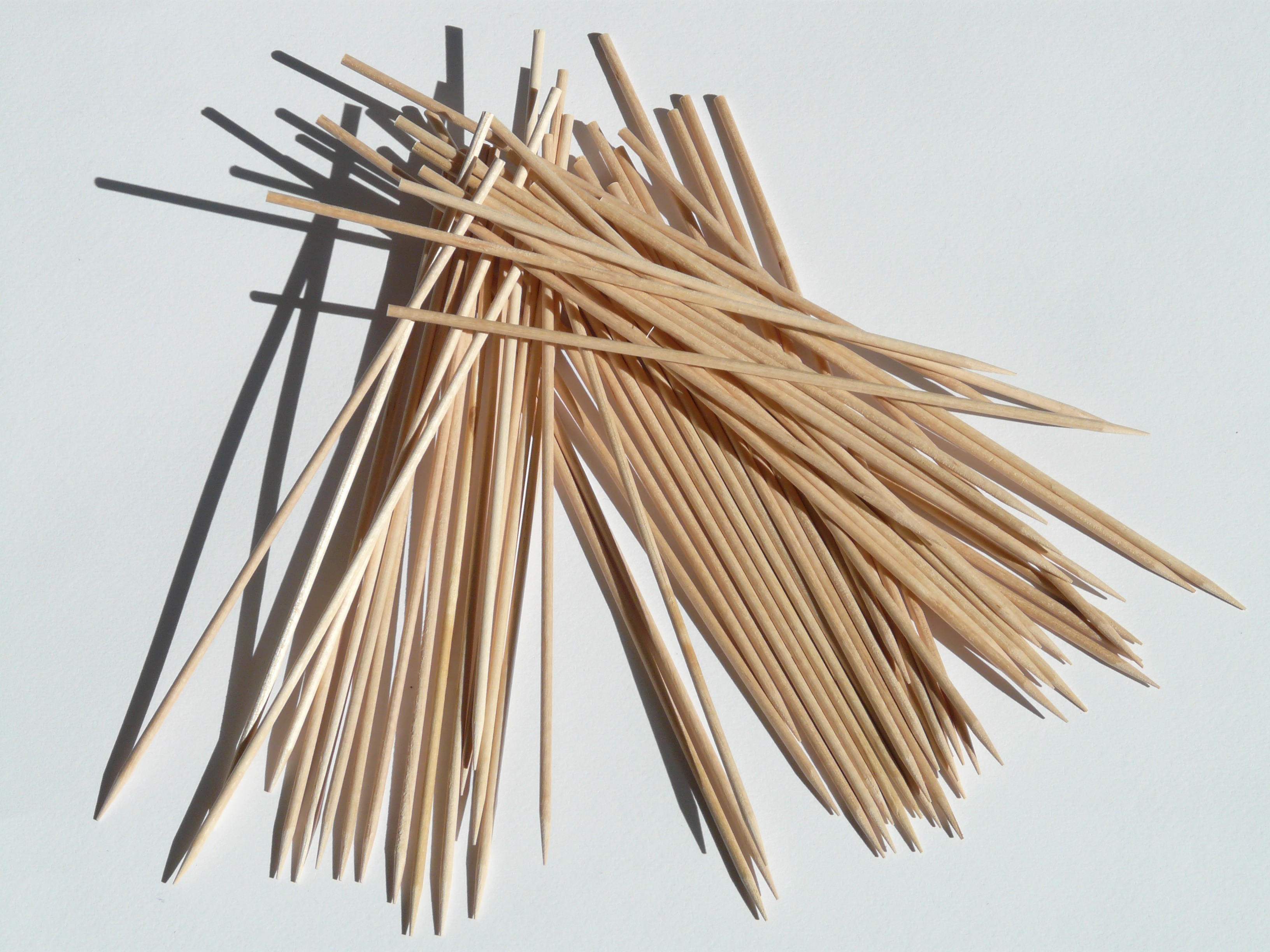
나무 꼬챙이

꼬챙이(영어: skewer, brochette)는 쇠나 나무 등으로 만든 가늘고 긴, 끝이 뾰족한 물건이다.

## 쓰임새
음식을 꼬챙이에 꿰어, 꼬치를 만들어 먹기도 한다.

## 같이 보기
- 부지깽이